# Python Fluente
Python Fluente: Programação Clara, Concisa e Eficaz é um livro sobre a linguagem de programação Python, escrito pelo autor e programador brasileiro Luciano Ramalho. Lançado em 2015, o livro é amplamente reconhecido por sua abordagem detalhada da linguagem Python, voltado para programadores que já usam Python e desejam se tornar fluentes em Python 3 moderno.

## Conteúdo e estrutura
O livro aborda uma ampla gama de tópicos em Python, desde conceitos básicos até técnicas avançadas de programação. Com uma abordagem didática, Luciano Ramalho explora aspectos essenciais da linguagem com exemplos práticos e teorias aplicáveis para desenvolver código claro e eficiente.

### Principais tópicos
- Fundamentos do Python: Tipos de dados, estruturas de controle e manipulação de strings.
- Orientação a Objetos: Introdução ao paradigma de orientação a objetos, com conceitos de classes, herança e polimorfismo.
- Programação Funcional: Uso de funções lambda, map, filter e reduce.
- Geradores e Corrotinas: Manipulação de fluxos de dados com iteradores e compreensão de geradores e corrotinas.
- Metaprogramação e Decoradores: Técnicas avançadas para manipular o código em tempo de execução.
- Gerenciamento de Dados e Banco de Dados: Explora bibliotecas e técnicas para trabalhar com grandes volumes de dados.[5]

## Edições e traduções
A primeira edição do livro foi publicada originalmente em inglês pela O'Reilly Media em 2015 e foi posteriormente traduzida para diversos idiomas, incluindo português brasileiro, chinês simplificado (China), chinês tradicional (Taiwan), japonês, coreano, russo, francês e polonês. A tradução em português brasileiro foi produzida e publicada pela Editora Novatec em 2015 sob licença da O'Reilly.
Entre 2020 e 2022, Luciano Ramalho atualizou e expandiu o conteúdo para a segunda edição, com o apoio da Thoughtworks Brasil, dedicando-se intensamente à pesquisa, escrita e revisão. Esta edição traz conteúdos ampliados e é publicada em inglês pela O'Reilly Media. Quando o manuscrito foi entregue, Ramalho negociou com a O'Reilly para liberar a tradução da segunda edição em português brasileiro sob uma licença livre, como uma contribuição para a comunidade Python lusófona. A O'Reilly autorizou essa tradução sob a licença Creative Commons — Atribuição-NãoComercial-SemDerivações 4.0 Internacional (CC BY-NC-ND 4.0). No entanto, a Editora Novatec não se interessou em traduzir e publicar essa segunda edição sob essas condições de licença.

## Importância e recepção
O livro é considerado uma leitura essencial para desenvolvedores familiarizados com a linguagem Python. Luciano Ramalho é uma referência no cenário Python no Brasil, e sua obra tem sido adotada em cursos acadêmicos e treinamentos profissionais. A recepção positiva se dá pelo equilíbrio entre teoria e prática, contribuindo para o aprofundamento para programadores experientes na linguagem.